# Чибисова, Ксения Эдуардовна
Ксения Эдуардовна Чибисова (род. 13 июля 1988, Пермь) — российская дзюдоистка, призёр чемпионатов России, мастер спорта России, призёр чемпионатов мира и Европы, мастер спорта России.

## Биография
Проживает в Краснокамске. Выступает за клуб «Динамо» (Краснокамск). С 2008 года член сборной команды страны. Серебряный призёр командного чемпионата Европы 2016 года. Участница летних Олимпийских игр 2016 года в Рио-де-Жанейро. На квалификационном этапе проиграла будущей вице-чемпионке Олимпиады кубинке Идалис Ортис и выбыла из дальнейшей борьбы.

## Спортивные результаты
- Чемпионат России по дзюдо 2007 года — ;
- Чемпионат России по дзюдо 2009 года — ;
- Чемпионат России по дзюдо 2010 года — ;
- Чемпионат России по дзюдо 2011 года — ;